# Německý Chloumek
Německý Chloumek (németül: Deutsch Kilmes) Bochov településrésze Csehországban a Karlovy Vary-i kerület Karlovy Vary-i járásában. Központi községétől 4 km-re nyugatra fekszik. A 2001-es népszámlálási adatok szerint 12 lakóháza és 16 lakosa van.

## Képtár

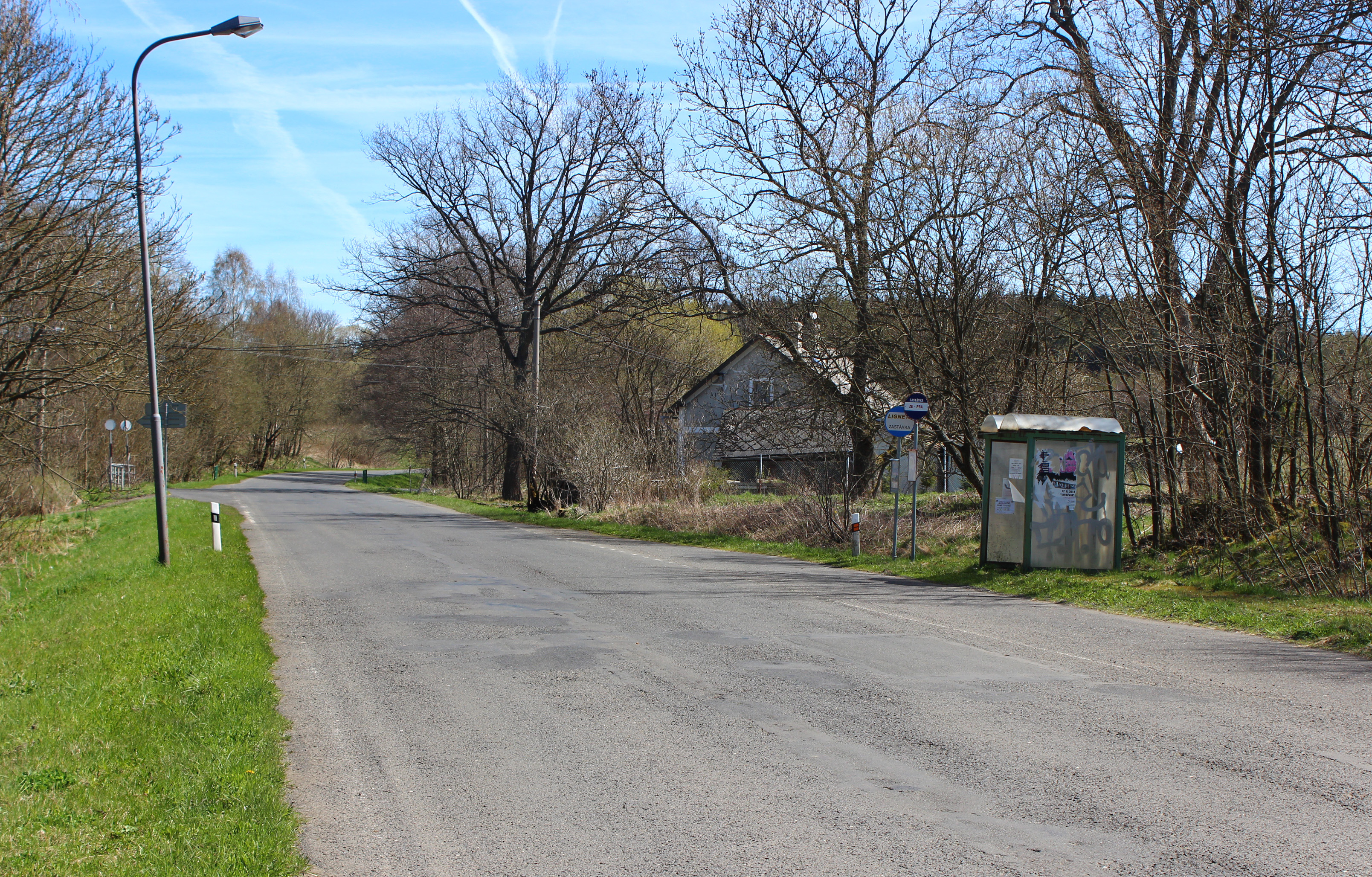
A településen áthaladó II/208-as számú közút
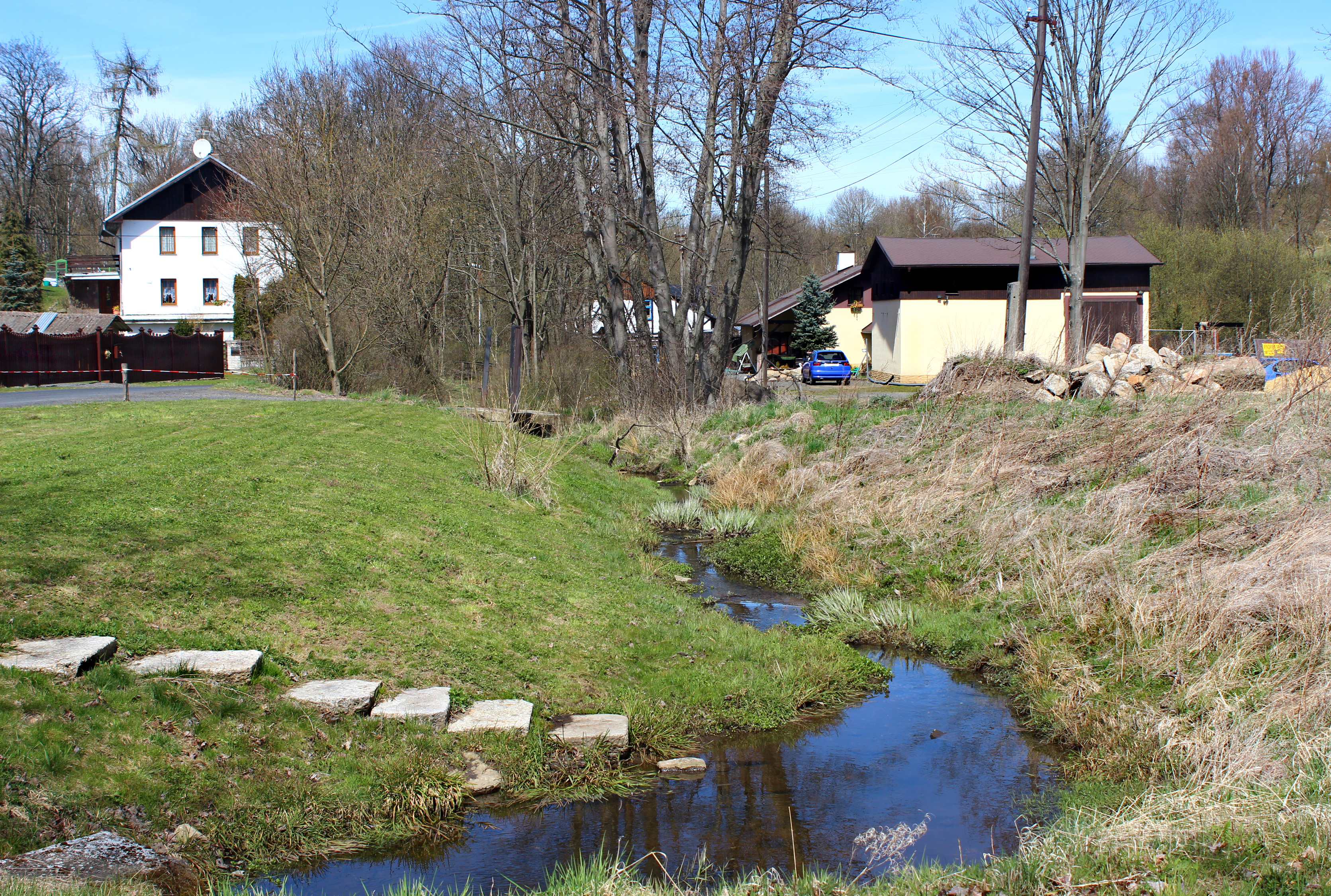
Chloumecká strouha (patak)